# Ридли, Мэттью, 4-й виконт Ридли
Мэтью Уайт Ридли, 4-й виконт Ридли (англ. Matthew White Ridley, 4nd Viscount Ridley; 29 июля 1925 — 22 марта 2012) — британский дворянин, лорд-стюард королевского двора в 1989—2001 годах.

## Происхождение, образование и военная служба
Родился 29 июля 1925 года в Благдон-Холле, графство Нортумберленд. Старший сын Мэтью Уайта Ридли, 3-го виконта Ридли (1902—1964), и Урсулы Лаченс (1904—1967), дочери сэра Эдвина Лаченса.
Мэтью Ридли получил образование в Итонском колледже и провел несколько месяцев, изучая сельское хозяйство в Королевском колледже, Университете Дарема (ныне Университет Ньюкасла). Вторая мировая война прервала его образование, и он поступил на службу в Колдстримский гвардейский полк, служивший в Нормандии и Германии в 1944—1945 годах. Затем он учился в Оксфорде, получив степень по сельскому хозяйству в Баллиол-колледже в 1948 году.
Затем он служил адъютантом сэра Эвелина Бэринга, губернатора Кении (1952—1953). В это время он развивал свой интерес к природе и науке. В 1955 году Ридли и зоолог лорд Ричард Перси провели четыре месяца на необитаемом острове на Сейшельских островах, изучая бедственное положение исчезающей тёмной крачки.
Позже он присоединился к Территориальной армии, достигнув звания полковника-бревета в Нортумберлендском гусарском полку: в 1979 году он стал почетным полковником этого подразделения.

## Общественная жизнь
25 февраля 1964 года после смерти своего отца Мэтью Уайт Ридли унаследовал титулы 4-го виконта Ридли, 4-го барона Уэнслидейла из Благдона и Блайта в графстве Нортумберленд и 8-го баронета Ридли из Благдона, став членом Палаты лордов Великобритании.
Он был председателем Совета графства Нортумберленд с 1967 по 1979 год. Он возглавлял несколько компаний и обществ, прежде чем занять должность канцлера Университета Ньюкасла с 1988 по 1999 год, лорда-лейтенанта Нортумберленда с 1984 по 2000 год и лорда-стюарда королевского двора с 1989 по 2001 год.
В 1992 году он был произведен в кавалеры Ордена Подвязки, а в 1994 году — в кавалеры Большого креста Королевского Викторианского ордена. В 1999 году он вышел в отставку и не баллотировался на выборах в качестве наследственного пэра после принятия Закона о Палате лордов.

## Брак и дети
3 января 1953 года Мэтью Уайт Ридли женился на леди Энн Кэтрин Габриэль Ламли (16 ноября 1928—2006), дочери Лоуренса Ламли, 11-го графа Скарборо, и Кэтрин Изобель Макьюэн. У супругов было четверо детей:
- Достопочтенная Сесилия Энн Ридли (род. 1 декабря 1953), в 1978 году она вышла замуж за Беркли Артура Коула, от брака с которым у неё было двое детей.
- Достопочтенная Роуз Эмили Ридли (13 августа 1956 — 24 июня 2020), в 1980 году она вышла замуж за политика Оуэна Патерсона, от брака с которым у неё было трое детей
- Мэтью Уайт Ридли, 5-й виконт Ридли (род. 7 февраля 1958)
- Достопочтенная Мэри Виктория Ридли (род. 30 ноября 1962), в 1991 году она вышла замуж за Джона Джеймса.

Лорд Ритдли скончался 22 марта 2012 года в возрасте 86 лет, и титул виконта унаследовал его единственный сын Мэтью.